# 마린스크

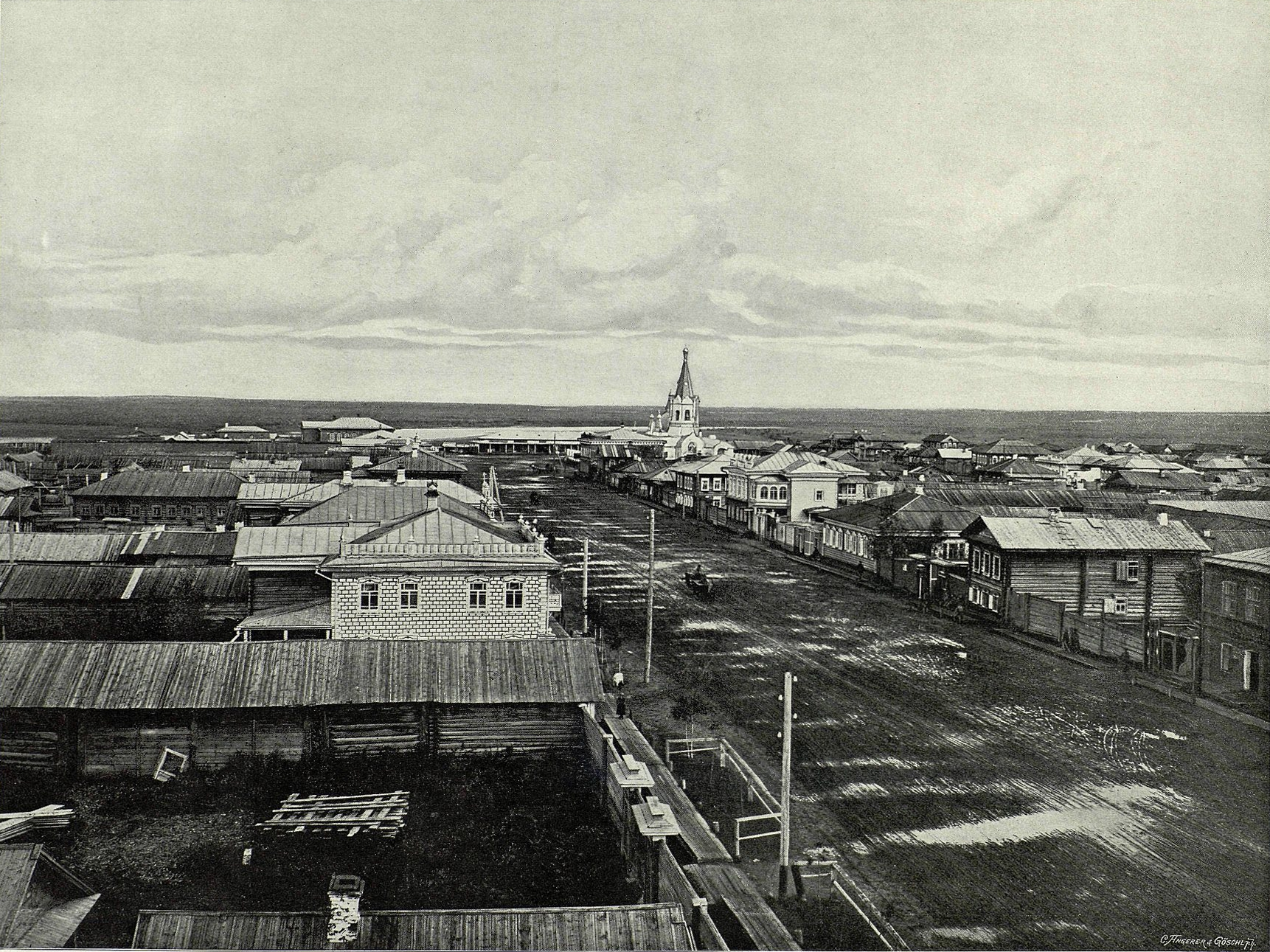

마린스크(러시아어: Мариинск)는 케메로보 주에 위치한 도시이다. 이도시에서 키야 강(오비 강의 지류)이 케메로보에서 북동쪽으로 180km에서 흐른다. 인구는 4만2,977명 (2002년); 3만9,700명 (1972년)이다.
마린스크는 18세기에 지어졌는데 지을 당시의 이름은 키스코예(러시아어: Кийское)라고 불렸으며, 1856년에 도시 지위를 부여받으면서 도시 이름이 러시아 제국의 알렉산드르 2세 황제의 황후인 마리 폰 헤센다름슈타트 대공녀(마리야 알렉산드로브나 황후)에서 이름을 딴 마린스크로 바뀌었다.